# Esquivel (Alcalá del Río)
Esquivel es una pedanía de Alcalá del Río, provincia de Sevilla, Andalucía, España.

## Características
Se encuentra a 4 kilómetros del núcleo de población principal y a 15 kilómetros de Sevilla por la carretera comarcal de Córdoba y a 13 kilómetros de Guillena. Está situado a una altitud de 31,2 metros sobre el nivel del mar y su terreno tiene una inclinación de 20,89 %. Cuenta con una población de 847	personas (2017).
La planta del poblado es un arco de calles con separación funcional para personas y animales, que más adelante serían tractores. En ese arco que forman las calles, frente al pueblo, se crea una plaza en un prado abierto donde se ubica la iglesia parroquial de San José Obrero y la delegación municipal de la pedanía. Se trata de un diseño eminentemente racionalista, aunque con algunos motivos arquitectónicos regionales. Se diseñaron seis tipos diferentes de viviendas para el poblado.
En localidad hay un templete con una cúpula recubierta de cerámica. La cúpula tiene una antena de hierro forjado con un letrero circular en el que pone "Esquivel" y el logotipo del Instituto Nacional de Colonización (INC) en la parte superior.
El pueblo cuenta con un arco de monumento a Aníbal González, el arquitecto regionalista sevillano.

## Historia
La zona de cultivo de regadío del Viar quedó establecida por el Plan General de Colonización de 1950 como una superficie de 14 290 hectáreas entre el canal del Viar y los ríos Viar, Guadalquivir y Rivera de Huelva. El conjunto contaría con cuatro nuevas localidades para alojar a los labradores: Esquivel, San Ignacio del Viar, Torre de la Reina y El Viar del Caudillo (actualmente El Viar).
El primer proyecto de Esquivel realizado en 1951 por Aníbal González Gómez, hijo del arquitecto regionalista Aníbal González Álvarez-Ossorio. Este consistía en una villa con calles y una plaza central. Este proyecto no gustó al jefe de servicio del INC, José Tamés Alarcón, que consideraba que el trazado debería eminentemente geométrico. La construcción de la localidad pasó a Alejandro de la Sota Martínez, que realizó un nuevo proyecto en 1952. El nuevo proyecto contaba con ideas de la obra Teoría de la ciudad. Ideas fundamentales para un urbanismo humanista (1947) de Gabriel Alomar Esteve, donde se hablaba de la ciudad jardín de Ebenezer Howard. En 1953 diseñó una ampliación de 34 viviendas más.
Las obras comenzaron en 1953. En 1955 se instalaron los primeros colonos.
Jesús Ayuso Tejerizo realizó un proyecto en 1963 para la construcción de nuevas escuelas. Miguel Guerrero Urgen realizó otro proyecto en 1963 para la construcción del edificio de una cooperativa en donde estaba el solar destinado a plaza de artesanías. Daniel Carreras Matas realizó un proyecto en 1964 para un nuevo mercado y otro en 1970 para la reconstrucción del ayuntamiento.